# Jeremiah Bitsui
Jeremiah Bitsui är en nativ-amerikansk skådespelare. Bitsui är troligtvis mest känd för sin roll som Victor i den kritikerrosade serien Breaking Bad.

## Filmografi

### Filmer
| År   | Titel                      | Roll             | Notering |
| ---- | -------------------------- | ---------------- | -------- |
| 1994 | Natural Born Killers       | Ung indianpojk   |          |
| 2005 | A Thousand Roads           | Johnny Chee      |          |
| 2005 | Lords of Dogtown           | Cholo            | Onämnd   |
| 2006 | Flags of our Fathers       | Ung indian       |          |
| 2009 | High Society: A Pot Boiler | Yakob            |          |
| 2009 | Brothers                   | Polis            |          |
| 2010 | The Dry Land               | Luis             |          |
| 2011 | The Reunion                | Mexikansk kapten |          |
| 2012 | Blaze You Out              | Isaiah           |          |
| 2014 | Things People Do           |                  |          |

### TV-serier
| År        | Titel          | Roll              | Notering                 |
| --------- | -------------- | ----------------- | ------------------------ |
| 2005      | Into The West  | Sgt. Red Tomahawk | Episod: "Ghost Dance"    |
| 2005      | Wildfire       | Ricky Sanchez     | Episod: "The Track"      |
| 2008      | In Plain Sight | Alex              | 1 episod                 |
| 2009–2011 | Breaking Bad   | Victor            | 8 episoder               |
| 2011      | CSI: Miami     | Luis Tafoya       | Episod: "Killer Regrets" |
| 2011      | In Plain Sight | Gangbanger        | 1 episod                 |